# Саттер, Герб

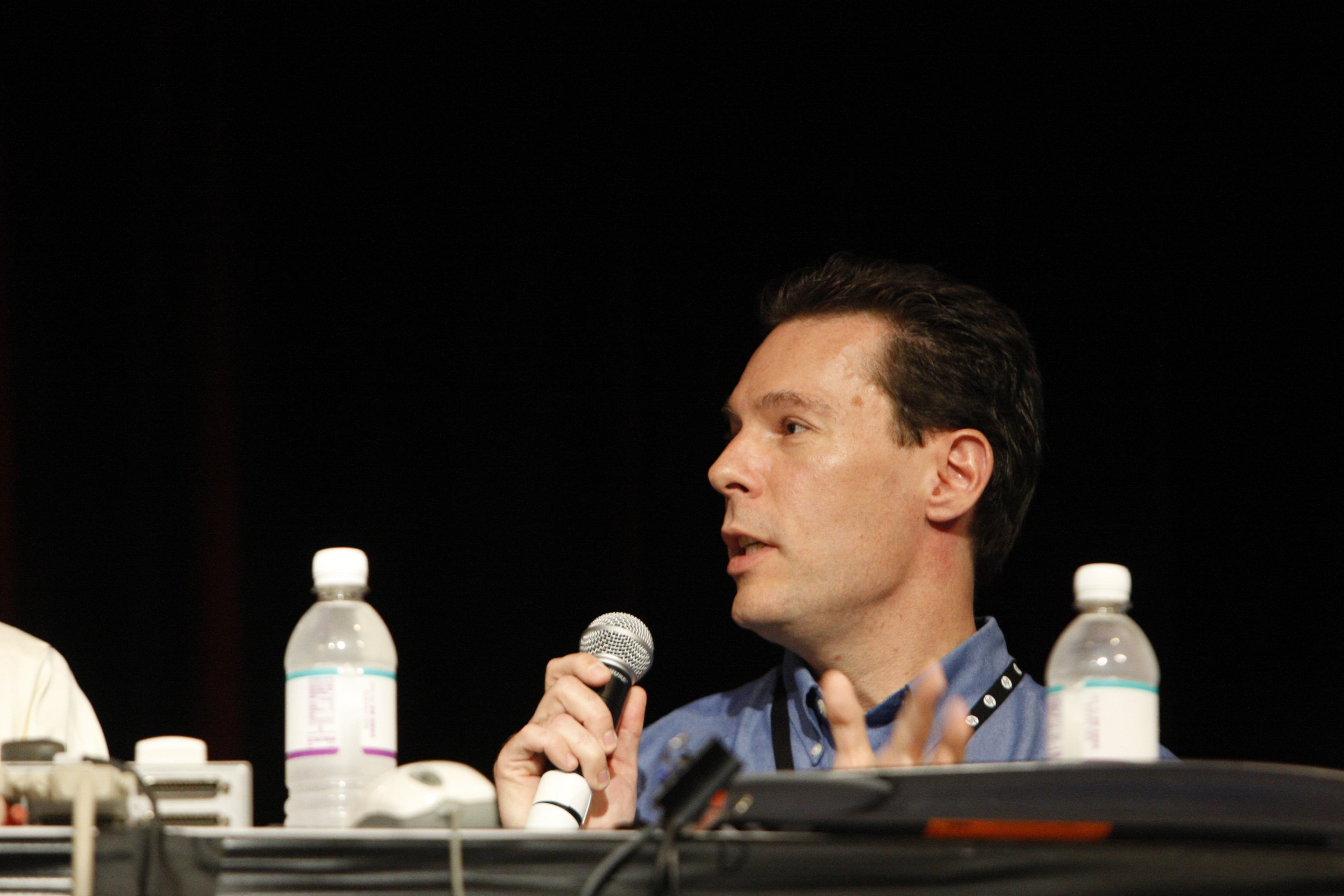
Герб Саттер

Герб Саттер (англ. Herb Sutter) — известный эксперт по языку C++, автор книг и колумнист в Dr. Dobb's Journal. Начал работать в Microsoft в 2002 году в качестве евангелиста платформы Visual C++ .NET и достиг должности архитектора ПО C++/CLI. В течение 10 лет Герб был организатором и секретарем комитета по стандартизации ISO C++. В последние годы занимался C++/CX и C++ AMP.
Родился в Оквилл (Онтарио). Учился в Университете Ватерлоо.
В последнее время Саттер стал заниматься проблемами параллельных вычислений.

## Гуру недели
С 1997 по 2003 год Саттер регулярно публиковал нетривиальные задачи на C++ в серии под названием Гуру недели (Guru of the Week). Позднее Саттер опубликовал развёрнутые версии многих задач в своих первых двух книгах «Решение сложных задач на C++» («Exceptional C++» и «More Exceptional C++»).

## The Free Lunch Is Over
В 2005 году была опубликована статья The Free Lunch Is Over: A Fundamental Turn Toward Concurrency in Software, в которой рассматривалось многопоточное программирование, ограничения роста производительности современных процессоров и пути их преодоления. В этой статье были сделаны два вывода:
- отныне производители процессоров будут повышать их производительность путем поддержки многопоточности, и
- отныне разработчики ПО для повышения производительности своих программ должны делать их многопоточными.